# Burg Trautenberg
Die Burg Trautenberg ist die Ruine einer Höhenburg auf einer 480 m ü. NN hohen Anhöhe bei dem Ortsteil Trautenberg der Gemeinde Krummennaab im Landkreis Tirschenreuth in Bayern. Burg Trautenberg war neben der Burg Scheyern eine der ältesten Burgen im süddeutschen Raum. Die Anlage wird als Bodendenkmal unter der Aktennummer D-3-6138-0072 im Bayernatlas als „archäologische Befunde im Bereich der mittelalterlichen Burgruine Trautenberg“ geführt. Ebenso ist sie unter der Aktennummer D-3-77-132-25 als denkmalgeschütztes Baudenkmal von Trautenberg verzeichnet.

## Geschichte
Die Burg wurde von den Herren von Trautenberg als Stammsitz erbaut. Das Adelsgeschlecht der Trautenberger war seit dem 10. Jahrhundert in der Gegend ansässig und wurde 1244 mit Marquard de Trutenberch erstmals namentlich bezeugt.
Nachdem die Trautenberger auf ihre günstiger gelegene Burg Reuth in Reuth gezogen waren, verkauften sie die Burg Trautenberg an ihre Verwandten, die Pfreimder, in deren Besitz sie bis 1412 blieb.
Als weitere Besitzer werden bis 1557 die Schütz von Leineck, bis 1570 die Herren von Heldrit, bis 1573 die Herren von Löschwitz, bis 1597 die Herren von Brand und von Stibar und bis 1648 die Herren von der Grün genannt. 1608 erbaute Hanns Georg von der Grün unterhalb der Burg das Schloss.
Im 17. Jahrhundert begann der Verfall der Burg, sie kam in markgräfliches Lehen und wurde Hans Heinrich von Rabenstein übergeben. Sie war von 1690 bis 1840 im Besitz von Hans Wilhelm von Hirschberg, danach im Besitz der bürgerlichen Familien Schneid und Schmid und 1890 der Familie von Lindenfels.

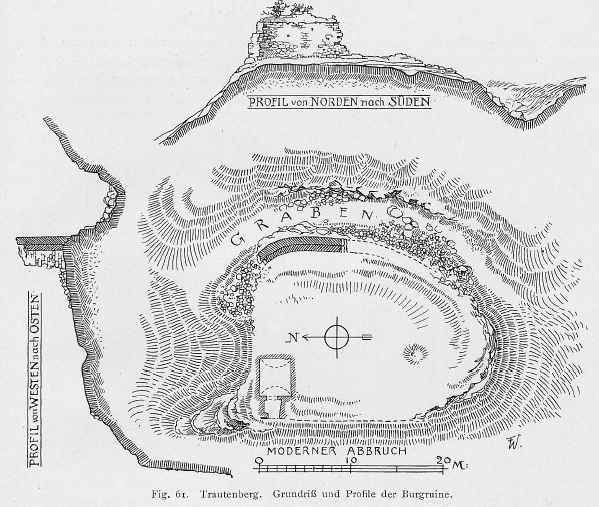
Grundriss der Burg Trautenberg

Von der ehemaligen dreieckigen Burganlage sind nur noch Reste der Schildmauer und der tiefe, in den Fels gehauene Halsgraben sowie Schutthaufen ehemaliger Gebäude und des Bergfriedes erhalten.
Das Schloss in Trautenberg wurde 1608 unterhalb der Burg von Hanns Georg von der Grün errichtet. Es befindet sich im Besitz der Freiherren von Lindenfels.